# Schloss Ooidonk

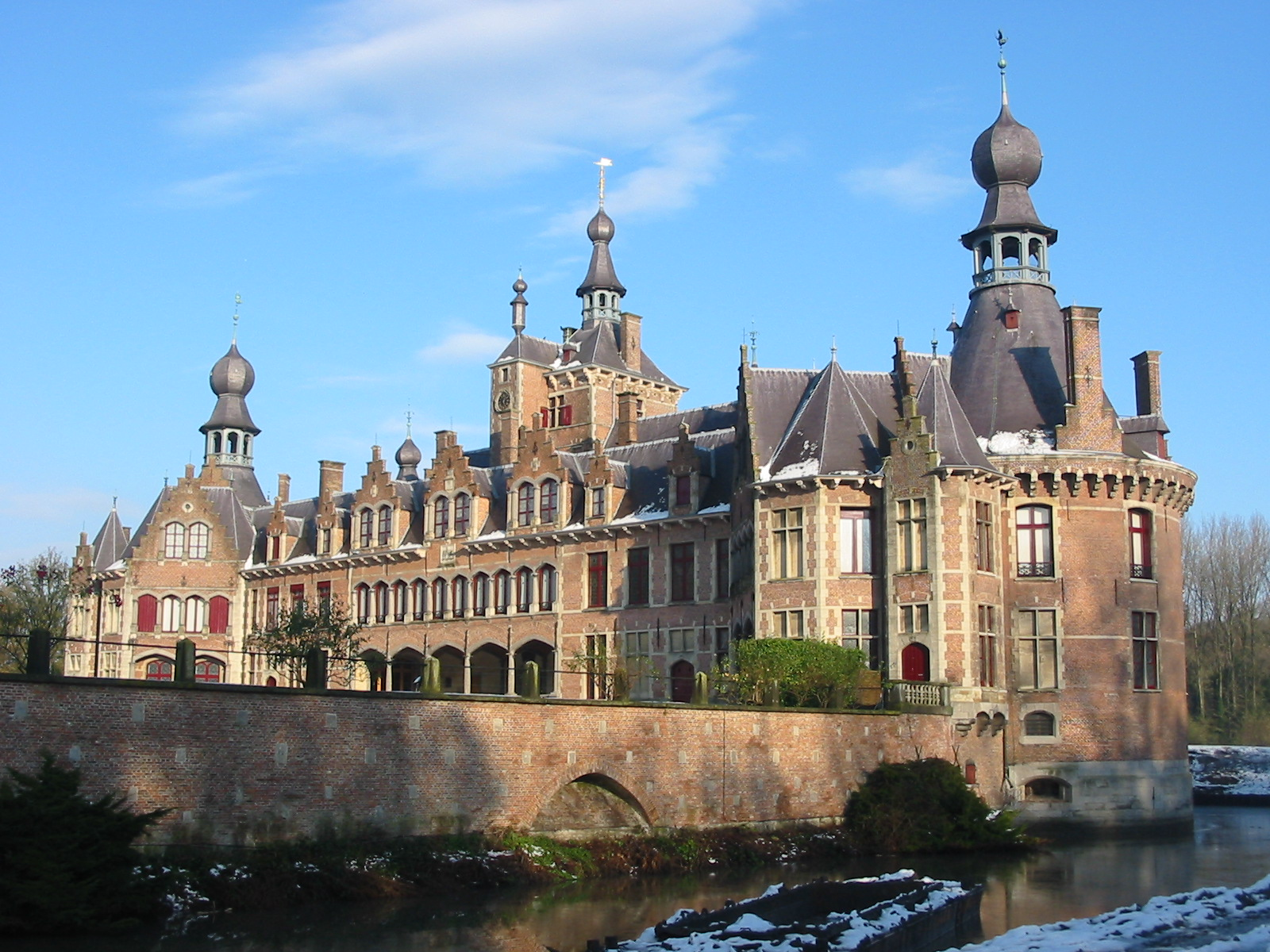
Schloss Ooidonk, Gartenansicht

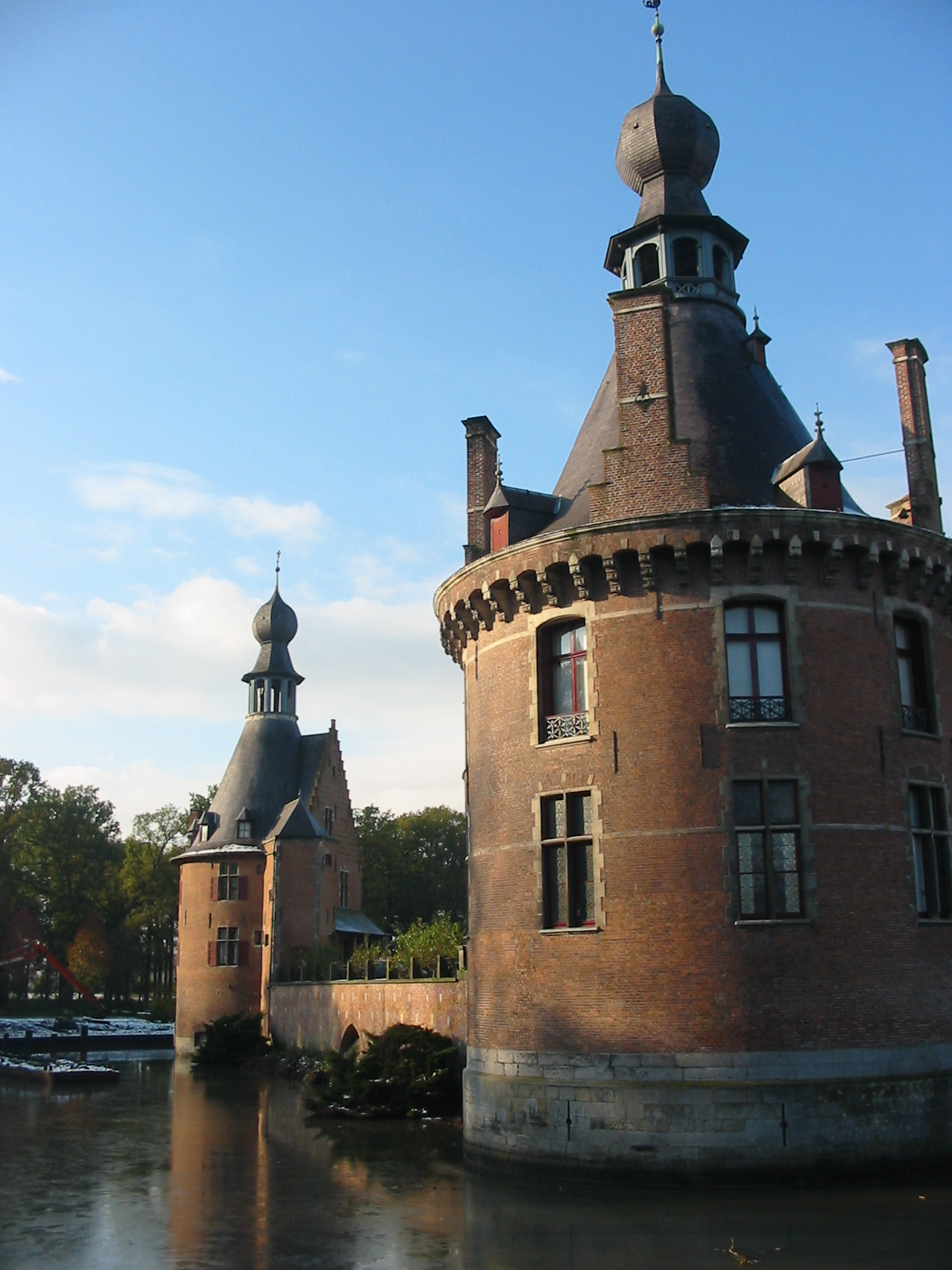
Seitenansicht

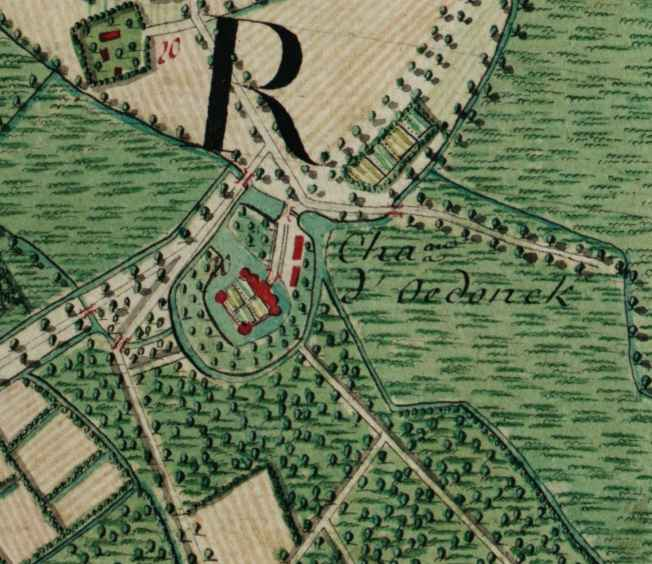
Schloss Ooidonk (Ferraris-Karte, um 1775)

Schloss Ooidonk ist ein Wasserschloss im Renaissancestil in der Nähe einer der zahlreichen Windungen des Flusses Leie in der Nachbarschaft des Ortes Bachte-Maria-Leerne in der Gemeinde Deinze unweit von Gent in der Provinz Ostflandern, die zur flämischen Region Belgiens gehört.

## Geschichte
Ursprünglich befand sich an der Stelle des heutigen Wasserschlosses eine 1230 gegründete Befestigung, die im 13./14. Jahrhundert zu einem Verteidigungsring rund um die Stadt Gent gehörte und die zur Absicherung des Flusses Leie diente. Sie gehörte zum Besitz Nikolaas van Hoenduncs, Herr von Nevele. Jean de Fosseux ließ diese frühe Burg ab 1381 als Wasserburg Nevele verstärken, nachdem sie durch Ludwig III., Graf von Flandern, zerstört worden war. Vier Türme wurden errichtet, die Nord- und Osttürme mit Burgmauern verbunden. Zutritt zur Burg gewährte eine Zugbrücke.
Im frühen 15. Jahrhundert kam die Burg durch die Heirat von Jeanne de Fosseux mit Jean de Montmorency in den Besitz des französischen Adelsgeschlechts Montmorency. Deren Nachkommen bildeten die flämische Nebenlinie Montmorency-Nivelle. Durch die Verwicklung dieser Adelsfamilie in die Turbulenzen der Religionskriege wurde die Burg mehrfach in Mitleidenschaft gezogen. Im Jahre 1491 wurde die Burg durch die Truppen Maximilians von Österreich niedergebrannt und durch die Eigentümer 1501 wieder aufgebaut.
Philippe II. de Montmorency-Nivelle, Sohn Joseph de Montmorencys, Seigneur de Nivelle († 1530) und 1526 Anna von Egmond wurden vermutlich auf Schloss Ooindonk geboren. Nach dem Tod seines Vaters heiratete seine Mutter den Grafen Jan van Hoorn, der die Kinder adoptierte. Philippe, besser bekannt als Graf Hoorn, opponierte später gegen die spanische Herrschaft in den Niederlanden und wurde schließlich 1568 in Brüssel hingerichtet.
Im Laufe einer Belagerung wurde die Burg im Jahre 1579 erneut niedergebrannt und schließlich 1595, nach 160 Jahren im Besitz der Familie Montmorency, veräußert.
Eigentümer wurde ein wohlhabender Antwerpener Bankier namens Maarten della Faille, der die frühmittelalterliche Burg in einen repräsentativen Landsitz im flämisch-spanischen Stil umbauen und auf diese Weise das heute vorhandene Schloss erbauen ließ. Die Außenansicht, vor allem die Türme, die Treppengiebel und die vielen Schornsteine, erinnern an Loire-Schlösser wie in Chambord. 200 Jahre lang war das Schloss Ooidonk im Besitz seiner Nachkommen, der Barone von Nevele.
1864 kam das Schloss durch Graf Henri t’Kint de Roodenbeke-de Naeyer (1817–1900), Präsident des belgischen Senats, in den Besitz der heutigen Eigentümerfamilie. Der neue Hausherr beauftragte den französischen Architekten Clément Parent (1823–1884) ab 1870 mit einer umfangreichen Restaurierung des Schlosses, um es den gestiegenen Ansprüchen an Wohnkomfort anzupassen. Die Arbeiten konzentrierten sich dabei im Wesentlichen auf die Inneneinrichtung, das Äußere des Schlosses blieb unverändert.
Seit 1958 ist das Schloss und das 140 Hektar große Anwesen öffentlich zugänglich. Es ist im Privatbesitz von Graf Juan t' Kint de Roodenbeke.